# 49-й минно-торпедный авиационный полк
49-й минно-торпедный авиационный полк ВВС ВМФ — воинская часть Военно-воздушных сил (ВВС) Вооружённых Сил РККА, принимавшая участие в боевых действиях Второй мировой войны против Японии. 

## Наименования полка
Условное наименование в/ч 49202.
49-й минно—торпедный авиационный полк ВВС ВМФ
49-й минно—торпедный авиационный полк дальнего действия ВВС ВМФ
49-й морской ракетоносный авиационный полк ВВС ВМФ
183-й морской ракетоносный авиационный полк ВВС ВМФ

## История полка
08.03.1942 года, на основании Приказа НК ВМФ № 0042 от 18.02.1942 г. и Приказа Ком. ТОФ № 0033 от 19.03.1942 г., на аэродромах Новонежино и Шкотовский Перевал на базе двух эскадрилий 4-го МТАП и 50-го МТАП был сформирован 49-й минно-торпедный авиационный полк по штату 030/264 (трёхэскадрильного состава), на самолётах ДБ-3Т (32 машины). Местом постоянной дислокации определён аэродром Новонежино.
В 1943 году 29-я БАБ переформирована во 2-ю минно-торпедную авиационную дивизию.
До 1945 года основной задачей полка (и дивизии) стала подготовка экипажей для ВВС западных воюющих флотов.
К началу войны СССР против Японии в 49-м МТАП имелось 46 самолётов А-20 (44 исправных) и 22 ДБ-3 разных модификаций (19 в строю).
Во время боевых действий против Японии полк выполнял поставленные командованием задачи. Всего выполнено 75 самолёто-вылетов. Полк провёл наибольшее количество торпедных атак среди других торпедоносцев флота и потопил три корабля противника. В частности, 10 августа 1945 года сводной группой самолётов 4-го и 49-го МТАП была выполнена торпедная атака по японскому конвою, в результате которой торпеда, сброшенная пом. командира полка майором Г. Д. Поповичем поразила корабль боевого охранения - фрегат № 82. Это был единственный за всю кампанию потопленный боевой корабль. За удачно проведённую атаку майор Попович получил звание Героя Советского Союза, несмотря на то, что два его ведомых были сбиты.  Погиб в полном составе экипаж лейтенанта Громакова, а экипаж лейтенанта Лазарева сумел добраться до берега и продержаться до подхода советских войск.
В 1952 году полк переучивается на Ту-14 и передислоцируется на аэродром Западные Кневичи.
В октябре 1959 года 49-й МТАП ДД перевооружается на Ту-16.
15.07.1971 года 49-й МРАП был переименован в 183-й морской ракетоносный авиационный полк (в/ч 51367) в составе 25-й МРАД (бывшей 2-й, затем 3-й МРАД).
В ноябре 1991 года 183-й МРАП (бывш. 49-й МРАП), последним из частей МРА ТОФ, перевооружился на Ту-22М2.
1 декабря 1993 года, на основании Директивы ГШ ВМФ 730/1/0530 от 11 июня 1993 года 183-й МРАП расформирован. Исправная авиатехника передана на аэродром Каменный Ручей.

## Катастрофы
02.07.1942 года катастрофа ДБ-3. Погиб штурман мл. л-т Данилов В. Л.
10.08.1945 года. Боевая потеря ДБ-3Б при выполнении торпедной атаки. Экипаж в составе - КЭ мл. л-т Хомутников В. В., ШЭ мл. л-т Еруков М. И., ВСР с-т Чернякин И. Я., ВС м-с Коротов Н. И. погиб.
24.05.1946 года. Катастрофа А-20К. Погибли - КЭ л-т Феоктистов А. А., ШЭ л-т Штейнберг Ю. П., ВСР мл. с-т Решетов М. Д.
31.05.1946 года. Катастрофа А-20К. Погибли - КЭ мл. л-т Губаев А. Х., ШЭ мл. л-т Лыдин Ю. С., ВСР с-т Семёрков А. А., ВС мл. с-т Сазонов А. Н.
11.06.1948 года. Катастрофа самолёта УТ-2. Погибли м-р Айдаров А. Т. и ст. Казаков И. Д.
05.03.1954 г. произошла катастрофа самолёта Ту-14Т пилотируемого командиром эскадрильи майором Перервиным Александром Александровичем и штурманом эскадрильи капитаном Бушуевым Георгием Терентьевичем.
03.12.1954 года при выполнении тренировочного полёта по маршруту истребителем МиГ-15 535-го ИАП 32-й ИАД 54 ВА (лётчик – капитан П. Бывшев) был сбит торпедоносец Ту-14 49-го МТАП. В этот день группа самолётов полка возвращалась с бомбометания на полигоне Анна. Молодые небоеготовые экипажи полков 3-й МТАД проходили лётные сборы на аэродроме Майхэ, откуда и взлетел в тот день Ту-14. Трагическая ошибка произошла из-за отказа системы опознавания торпедоносца и незнания лётчиками-истребителями новой авиационной техники. Самолёт Ту-14 из-за внешнего сходства был принят за В-57 («Канберра») ВВС США. Экипаж старшего лётчика лейтенанта Мужжавлева Валерия Николаевича погиб. Более полувека считалось, что самолёт упал в воды залива Петра Великого, однако в 2008 году экспедиция общественной организации «АвиаПоиск» обнаружила в окрестностях горы Лысый Дед недалеко от п. Молельный Мыс Приморского края обломки самолёта Ту-14 и фрагменты останков экипажа. По серийному номеру самолёта было установлено, что это самолёт В. Мужжавлева.
В феврале 1960 года, при заходе на посадку на аэродром Кневичи командир первой эскадрильи подполковник Белобородов под воздействием сильного порыва ветра не справился с управлением Ту-16. Самолёт, задев крылом ближнюю приводную станцию, выкатился за пределы ВПП. Он получил значительные повреждения, экипаж не пострадал.
28.07.1963 г. на воздушном параде в честь Дня Воздушного флота произошла катастрофа двух самолётов Ту-16, столкнувшихся в облаках над островом Русский. В этот день десять троек самолётов полка, ведомые командиром дивизии полковником А. И. Павловским, должны были пройти плотным строем над трибунами в Спортивной Гавани г. Владивостока. Погода была неблагоприятная для выполнения такого задания. Стояла низкая облачность, и часть боевого порядка вынуждена была идти в облаках. Тройка командира 49-го МРАП подполковника Ю. Н. Антипова следовала за тройкой комдива. Над о. Русский самолёты вошли в облака. Ведомый заместитель командира эскадрильи майор В. А. Удовицкий совершил ошибку, пытаясь сохранить плотный боевой порядок, и столкнулся с самолётом ведущего. Оба самолёта упали на о. Русский, экипажи погибли.
1-й экипаж – подполковник Антипов Юрий Николаевич, старший лейтенант Лисовенко Геннадий Васильевич, подполковник Макеев, майор Мироков Дмитрий Поликарпович, майор Борзилов Георгий Евгеньевич, майор Полюдов Пётр Петрович. 
2-й экипаж – майор Удовицкий Виталий Андреевич, старший лейтенант Шилов, капитан Пестуненко Василий Лаврентьевич, старший лейтенант Деревянкин Владимир Антонович, капитан Шаповал, матрос Караюдин.
Третий экипаж отряда - майора А. М. Хмызова благополучно произвёл посадку на своём аэродроме.

## Командиры полка
Гардаш Виктор Захарович 

## Авиационная техника на вооружении полка
ДБ-3/Ил-4, A-20G, Ту-14, Ту-16, Ту-22М2.